# Prinsesse Alexandra, 2. hertuginde af Fife
Prinsesse Alexandra, 2. hertuginde af Fife GCStJ (Alexandra Victoria Alberta Edwina Louise; født Duff; senere prinsesse Arthur af Connaught; født 17. maj 1891, død 26. februar 1959) var datterdatter af kong Edward 7. af Storbritannien (1841–1910) og Alexandra af Danmark (1844–1925).
Prinsesse Alexandra var også oldedatter af Elizabeth Hay, grevinde af Errol (1801–1856), datter af kong Vilhelm 4. af Storbritannien (1765–1837).

## Forældre og søskende
Prinsesse Alexandra var den ældste datter af Princess Royal Louise af Storbritannien, hertuginde af Fife (1867–1931) og Alexander Duff, 1. hertug af Fife (1849–1912). Hun var ældre søster til Prinsesse Maud, grevinde af Southesk (1893–1945). Prinsesse Alexandra overlevede både sin søster og sit eneste barn. Derfor gik titlen som hertug af Fife i arv til James Carnegie, 3. hertug af Fife (1929–2015), der var søn af prinsesse Maud.   

## Familie
Omkring 1910 var hun kortvarigt hemmeligt forlovet med sin mors fætter, prins Christophoros af Grækenland, hvis far, kong Georg 1. af Grækenland, var bror til Alexandras mormor, dronning Alexandra af Storbritannien. Forlovelsen blev imidlertid ophævet på grund af familiens modstand mod forbindelsen.
Prinsesse Alexandra blev i stedet gift med prins Arthur af Connaught) (1883-1938). Parret blev forældre til Alastair, 2. hertug af Connaught og Strathearn (1914-1943).

## Rigsforstander
Da prinsesse Alexandra blev født, var hun nummer fem i arvefølgen til tronen.  
Fra 1937 til 1944 var hun vicerigsforstander (Counsellor of State), det vil sige, at hun kunne fungere som rigsforstander for sin fætter kong Georg 6. af Storbritannien. 

## Titler
- 1891 – 1905: Lady (The Lady) Alexandra Duff
- 1905 – 1912: Hendes Højhed Prinsesse  Alexandra
- 1912 – 1913: Hendes Højhed Prinsesse  Alexandra, 2. hertuginde af Fife
- 1913 – 1959: Hendes Kongelige Højhed Prinsesse Arthur af Connaught, 2. hertuginde af Fife

Prinsesse  Alexandra arvede titlen hertuginde af Fife, da hendes far døde i 1912. Efter hendes død gik titlen videre til James Carnegie, 3. hertug af Fife (1929–2015), der er hendes søstersøn.